# Intersection
Intersection is een romantische film uit 1994 geregisseerd door Mark Rydell. Het is een remake van de Franse film Les Choses de la vie.

## Verhaal
Vincent Eastman heeft een ongeluk met zijn wagen op een kruispunt. Tussen leven en dood beleeft hij in gedachten belangrijke momenten uit zijn leven opnieuw. 
Hij is ongelukkig getrouwd met Sally met wie hij een bedrijf heeft. Hij ziet hun relatie meer zakelijk dan familiaal. Op een veiling in antieke spullen ontmoet hij Olivia met wie hij een affaire start. Ze beginnen elkaar meer en meer te ontmoeten. Doch Vincent twijfelt tussen zijn huwelijk en zijn affaire en weet niet goed wat te kiezen.
Na lang denken beslist hij om bij Sally te blijven. Hij schrijft een brief naar Olivia om dit te melden. Onderweg naar de postbus ziet hij een klein meisje dat hem doet denken aan Olivia. Hij beseft dan dat hij werkelijk van Olivia houdt, belt haar op en spreekt een bericht in op haar antwoordapparaat dat hij een nieuw leven wil starten met haar.
Hij rijdt met zijn wagen tegen hoge snelheid naar Olivia, maar heeft onderweg een ongeval dat uiteindelijk leidt tot zijn dood. In het hospitaal krijgt Sally de bezittingen van Vincent waaronder de brief. Olivia komt ook naar het ziekenhuis. Sally vertelt Olivia niet over de brief en laatste vertelt eerste niet over het ingesproken bericht. De vrouwen gaan naar hun eigen huis, elk van hen denkende dat ze Vincents ware liefde waren.

## Rolverdeling
| Acteur            | Personage       |
| ----------------- | --------------- |
| Richard Gere      | Vincent Eastman |
| Sharon Stone      | Sally Eastman   |
| Lolita Davidovich | Olivia Marshak  |
| Martin Landau     | Neal            |
| David Selby       | Richard Quarry  |
| Jennifer Morrison | Meaghan Eastman |
| Veena Sood        |                 |

## Prijzen
| Westrijd                      | Categorie         | Ontvanger(s) | Resultaat | Ref.  |
| ----------------------------- | ----------------- | ------------ | --------- | ----- |
| Golden Raspberry Awards 1994  | Slechtste actrice | Sharon Stone | Gewonnen  | [ 3 ] |
| The Stinkers Bad Movie Awards | Slechtste actrice | Sharon Stone | Gewonnen  |       |